# Nicolae Badea
Nicolae Badea (n. 2 octombrie 1948, Galicea Mare, Dolj, România) este un om de afaceri român cu investiții în comunicații, alimentație publică și fotbal.
Badea ocupă funcția de președinte al Consiliului de Administrație al clubului FC Dinamo București, post din care și-a dobândit notorietatea. Nicolae Badea este ginerele lui Ion Dincă, fostul prim-viceprim-ministru în Guvernul Constantin Dăscălescu, ultimul guvern comunist din România.
Cea mai mare pondere din afacerile lui Nicolae Badea o au companiile din domeniul IT (Computerland, Alltrom, Unitech), cifra de afaceri a firmelor din această categorie depășind 500.000 de dolari. În această sumă este inclusă și participațiunea pe care o deține la operatorul de telefonie mobilă Orange.
Badea deține de asemenea francizele pentru România ale restaurantelor Pizza Hut și KFC, extinse în ultimii ani în toată țara. În plus, omul de afaceri este și dealer pentru România al producătorului de articole de îmbrăcăminte Benetton și al firmei de aparatură electronică JVC.
Alături de alți oameni de afaceri din România, Nicolae Badea a demarat în anii '90 investiții în domeniul imobiliar și în industria hotelieră, un exemplu în acest sens fiind lanțul hotelier Howard Johnson.
În ultima ediție a Topului 300 Capital, apărută la finalul anului 2008, averea lui Nicolae Badea este estimată la 150-160 milioane de euro.